# 宮城県道265号河南石巻港インター線
宮城県道265号河南石巻港インター線（みやぎけんどう265ごう かなんいしのまきこうインターせん）は、宮城県石巻市と同県東松島市の石巻港ICを結ぶ一般県道である。

## 概要

### 路線データ
- 起点：石巻市須江
- 終点：東松島市赤井
- 実延長：2,070.8 m[1]

## 歴史
- 1995年（平成7年）4月1日 - 路線認定。
- 2001年（平成13年）4月27日 - 全線開通。

## 地理

### 通過する自治体
- 石巻市
- 東松島市

### 交差する道路
- 国道108号（石巻市須江・起点）
- 宮城県道16号石巻鹿島台色麻線（石巻市須江）
- 三陸沿岸道路（矢本石巻道路）石巻港IC・宮城県道251号石巻港インター線（東松島市赤井・終点）

### 沿線の施設
- 須江工業団地
- 河南中央公園
- 石巻青果市場